# Le Lion de Saint-Marc
Pour plus de détails, voir Fiche technique et Distribution.
Le Lion de Saint-Marc (Il leone di San Marco) est un film italien réalisé par Luigi Capuano, sorti en 1963.

## Synopsis
Au XVIIe siècle, Venise est la proie des pirates. Le fils du Doge, Manrico, est fiancé à Isabelle et son père veut le lancer dans la carrière diplomatique, mais celui-ci n'a qu'un désir : libérer Venise du joug des pirates. il réunit secrètement quelques amis dans une taverne et décide de suppléer les mercenaires commandés par le capitaine Ostemberg...

## Fiche technique
- Titre original : Il leone di San Marco
- Titre français : Le Lion de Saint-Marc
- Réalisation : Luigi Capuano
- Assistant réalisateur : Gianfranco Baldanello
- Sujet : Ottavio Poggi
- Scénario : Arpad De Riso et Luigi Capuano
- Version française réalisée par : Léon et Max Kikoine, directeur artistique : Daniel Gilbert, son : Jacques Bonpunt, studio : CTM Gennevilliers, enregistrement : Westrex, adaptation française : Louis Sauvat
- Décors : Giancarlo Bertolini Salimbeni
- Maquillage : Eligio Trani
- Images : Alvaro Mancori
- Directeur de production : Giulio Battiferri
- Montage : Antonietta Zita
- Musique : Carlo Rustichelli
- Studio : Incir de Paolis (Rome)
- Société de production : Liber film (Rome)
- Distribution en France : Le Comptoir Français du Film
- Pays d'origine :  Italie
- Genre : aventures, action, pirates
- Format : Totalscope, Eastmancolor, 2,35:1
- Durée : 87 minutes
- Dates de sortie :
  -  Italie : 21 novembre 1963
  -  France : 25 mai 1964

## Distribution
- Gordon Scott  (VF : Jacques Thebault) : Manrico le fils du doge
- Gianna Maria Canale  (VF : Jacqueline Porel) : Rosanna
- Rik Battaglia (VF : Jean-Paul Coquelin) : Jandolo
- Franca Bettoja  (VF : Jany Clair) : Isabelle
- Alberto Farnese  (VF : Jacques Deschamps) : Titta le pirate
- Franco Fantasia (VF : Pierre Garin) : Vipera le pirate
- Giulio Marchetti  (VF : Michel Gudin) : Gualtiero, oncle de Manrico
- Feodor Chaliapin  (VF : Raymond Rognoni) : le doge Corrado
- Gianni Barta  (VF : Gérard Férat) : le père d’Isabelle, conte Fieschi
- Anna Maria Padoan : Mme Fieschi, mère d’Isabelle
- Giulio Maculani : un capitaine dans la taverne
- Attilio Severini : un pirate
- Riccardo Pizzuti : un homme du borgne
- Mirko Ellis : Maitre Civetta le borgne
- Albert Medina (le capitaine Ostemberg) (voix)